# Symmachia arion
Espèce
Symmachia arion est une espèce de lépidoptères (papillons) de la famille des Riodinidae et du genre Symmachia.

## Taxonomie
Symmachia arion a été décrit par Cajetan Freiherr von Felder et Rudolf Felder en 1865 sous le nom de Synapta arion.
Synonyme : Symmachia arion balluca Stichel, 1924; Symmachia margaretha Krüger, 1928.

## Description
Symmachia arion est un papillon aux ailes antérieures à bord costal bossu et apex anguleux. Son dessus est jaune d'or à rouge cuivré avec une ligne submarginale de taches marron foncé surmontée chacune d'un trait marron ce qui forme une très large bande marron. L'aile antérieure est marquée aussi de traits marron partant du bord costal.
Le revers est plus clair avec la même ornementation.

## Distribution
Symmachia arion est présent en Colombie et au Brésil.

## Protection
Pas de statut de protection particulier[réf. nécessaire].